# Golfete de Coro
El golfete de Coro es un mar marginal entre la península de Paraguaná en el norte, el istmo de Los Médanos en el oriente y la costa norte de Venezuela. Su extensión norte-sur es de aproximadamente 25 km. Su extensión oeste-este varía entre 20 y 40 km.
El lugar más famoso de la zona es el pueblo de Punto Fijo, en el norte de la península. En tierra firme al sur se encuentra Coro, la capital del Estado Falcón. Debido a las corrientes oceánicas predominantes en la costa del mar Caribe, se forman los cordones litorales (península de Las Piedras), que se calcula que en el futuro serán un mar marginal del golfo de Venezuela, del cual se separará.